# Santacolomba
I Santacolomba o Santa Colomba, Santa Coloma in spagnolo, sono una famiglia spagnola di origine reale, discendente da antichi re goti.

## Storia
Il loro capostipite è Amalerigo, signore del feudo di Santa Colomba in Catalogna, dal quale trassero il cognome. Discendeva da Eumberto, figlio di Eurico, dal quale discesero anche i Roccaberti.
Il capostipite siciliano è un Arnaldo, capitano generale di Bianca di Navarra. Fu signore d'Isnello per un matrimonio con una Ventimiglia, ottenne in enfiteusi diversi feudi e baronie e fu capitano giustiziere di Palermo. Un Francesco - Giovanni fu capitano di Malta e di Gozo. Un Arnaldo - Guglielmo fu gonfaloniere di Sicilia. Un Martixa fu castellano di Caltagirone. Un Arnaldo con un diploma datato 15 febbraio 1625 ebbe il titolo di conte d'Isnello. Un Lucio con diploma datato 20 marzo 1671 ebbe il titolo di marchese.

## Arma
Arma: D'azzurro, a tre colombi d'argento, posti 1 e 2, il primo tenente col becco un ramoscello d'olivo verde.